# Вадзука

Ва́дзука (яп. 和束町, わづかちょう, МФА: [wad͡zuka t͡ɕoː]?) — містечко в Японії, в повіті Сораку префектури Кіото.  Отримало статус містечка 1954 року. Площа становить 64,87 км². Станом на 1 жовтня 2017 року населення складало 3775  осіб, густота населення — 58,2 осіб/км².   